# 牧山義仁
牧山 義仁（まきやま よしひと、1948年1月2日-  ）は、日本の経営者。サンスター社長を務めた。

## 来歴・人物
鹿児島県出身。1972年に北九州大学外国語学部を卒業し、同年にサンスターに入社した。1996年に取締役に就任し、2000年6月に専務を経て、2003年6月に社長に就任し、創業者一族以外では初めての社長であった。2004年6月までに社長を務めた。